# Önnarps kyrka
Önnarps kyrka är en kyrkobyggnad i Önnarp i norra Trelleborgs kommun. Den tillhör Anderslövs församling i Lunds stift.

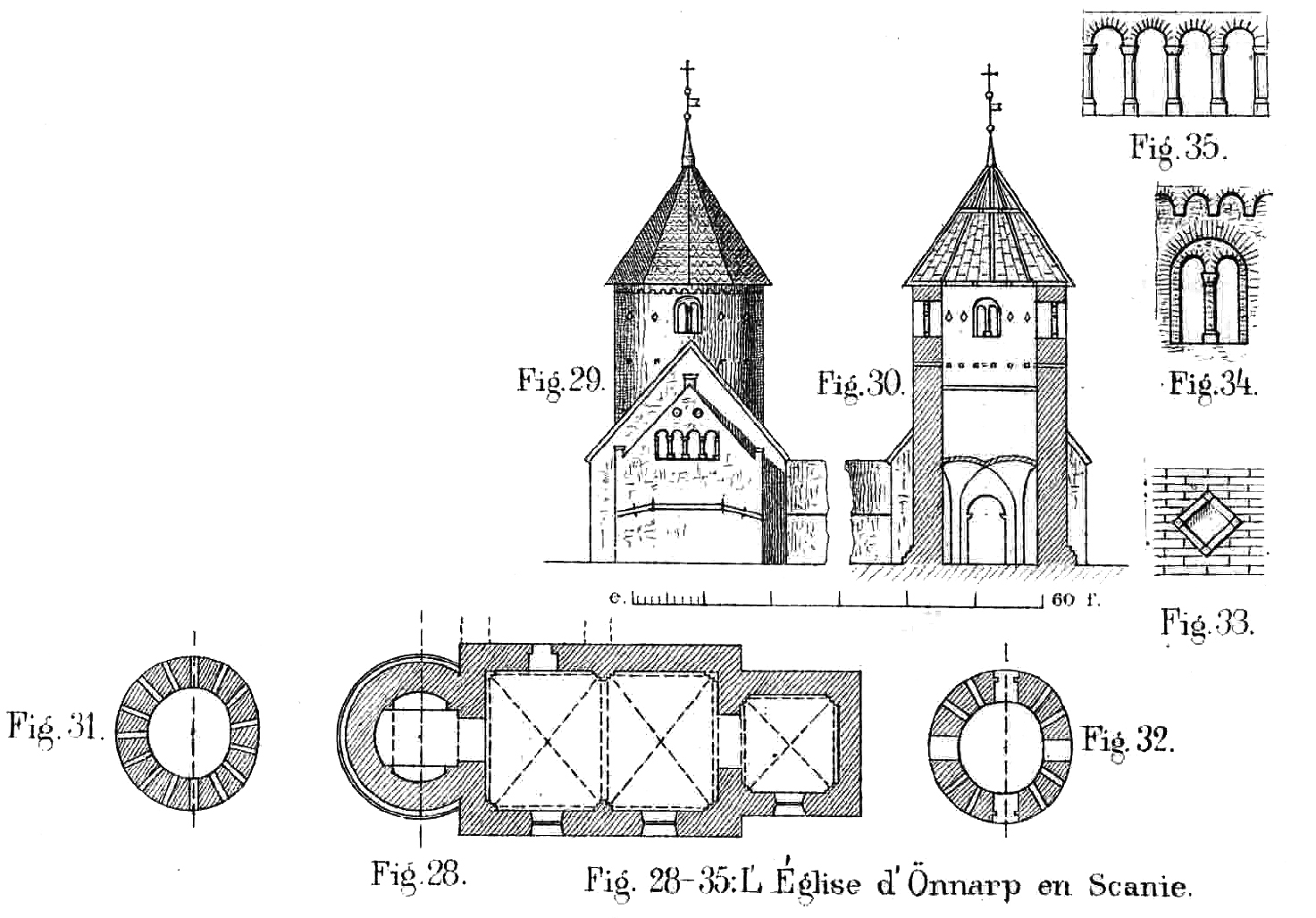
Önnarp kyrka vid mitten av 1800-talet. Ritning av Nils Månsson Mandelgren, publicerad 1883.

## Kyrkobyggnaden
Under 1200-talet uppfördes en kyrka i Önnarp. På 1800-talet räckte den inte längre till för församlingens behov och bedömdes vara i för dåligt skick för att renoveras. Den gamla kyrkan bestod av ett långhus med kor och den avslutades i väster med ett runt torn. Den nuvarande kyrka började uppföras 1863 och 6 november 1864 invigdes den. Kyrkan är gjord som en latinsk korskyrka i rundbåge stil. Tornet har 8 gavelspetsar och en hög åttakantig korsprydd spira. Kyrkklockan från den äldre kyrkan är från 1200-talet och används fortfarande. Teglet kom ifrån Näsbyholms tegelbruk. Grus användes ifrån Önnarps grustag. Fönstren är gjorda av gjutjärn med små rutor. Två träfönster tillverkades 1996 efter mall av de gamla.
På kyrktornet finns följande inskription: 
```
CAROLO XV REGE
      &
C.F.A.B. BLIXEN FINECHE
MDCCCLXIV EXSTRUCTUM
```

## Inventarier
Ett antal föremål är bevarade från den gamla kyrkan. Ett krucifix är från 1200-talet och ett rökelsekaret i malm hänger på väggen. Man har bevarat gammal inredning ifrån den gamla kyrkan. Predikstolen med krona är ifrån 1600-talet. Bland andra äldre föremål kan nämnas ett par ljusstakar av malm, kollekthåvar i trä samt en dopfunt av mässing. Ljuskronorna är skänkta av Önnarps bybor under 1800-tal och 1900-tal.

### Orgel
- Tidigare användes ett harmonium i kyrkan.
- Den nuvarande orgeln byggdes 1976 av Anders Persson Orgelbyggeri, Viken och är en mekanisk orgel.

| Manual            | Pedal   |
| Gedackt 8'        | Bihängd |
| Principal 4'      |         |
| Rörflöjt 4'       |         |
| Waldflöjt 2' B/D  |         |
| Kvinta 1 1/3' B/D |         |
| Crescendosvällare |         |

## Önnarps kyrkogård
På kyrkogården finns en välbevarad gravsten från 1700-talet som är prydd med figurer med namnen Mickel Anderson, hans maka och dottern. 
För en annan gravplats anges "historisk grav", och där får inte någon ny begravning ske. Där vilar enligt obekräftade rykten en lärare och 14 elever som dog i kolmonoxidförgiftning i Önnarps skola i slutet av 1800-talet. Trots noggrann efterforskning kan detta inte beläggas, och gravplatsens tidigare användande är oklart.